# SMS Prinz Eugen (1912)
SMS Prinz Eugen był austro-węgierskim pancernikiem-drednotem typu Tegetthoff. Został zbudowany w stoczni Stabilimento Tecnico Triestino w Trieście i po I wojnie światowej został oddany marynarce francuskiej, która użyła go jako okrętu celu.